# Carlos Olguin-Trelawny
Carlos Olguin-Trelawny es un artista plástico, director de cine y guionista argentino.

## Vida y obra
Nacido en Buenos Aires, Argentina. Abandonó sus estudios de arquitectura en la Universidad de Buenos Aires para trabajar en publicidad en la agencia J. Walter Thompson (JWT) como un muy joven ejecutivo de cuenta. En 1968 dejó la Argentina para realizar un extenso viaje por toda Europa. Enamorado de Italia y especialmente de la ciudad de  Roma, sentó residencia allí por tres años para comenzar estudios de dirección de cine en la Universidad ProDeo; allí también participó en seminarios de cine de Jean-Luc Godard. Su carrera profesional comenzó en los estudios de Dino de Laurentiis (Dinocittà) en Roma en la superproducción "Waterloo"  como segundo asistente de dirección del director ruso Sergei Bondarchiuk (ganador de un Óscar de la Academia por su La guerra y la paz).
Luego de un corto período en España durante 1971, donde continuó formándose como asistente de dirección en algunos olvidables spaghetti westerns, se instaló por tres años en Nueva York, donde Paul Schrader lo inició en la escritura de guiones cinematográficos. También allí tomó clases de actuación con Bill Hickey en la Academia Herbert Bergdorf.
En 1974, cansado del ritmo frenético de Nueva York en donde, según sus propias palabras, "estaba quemando la vela en ambos lados", decidió tomarse dos años sabáticos en Oriente, un viejo sueño de su niñez. Las vivencias de ese extenso peregrinaje las volcó en su libro "Mundos sin campanarios".
Volvió a su nativa Argentina en 1976, donde siguió trabajando como asistente de dirección y comenzó a escribir para la televisión de la mano de Beatriz Guido. Su ópera prima, "A dos aguas" (1988), fue galardonada con una mención especial en el 40.º Festival Internacional de Locarno (Suiza).
En 1991 se instaló en Los Ángeles para estudiar escritura de guiones en la UCLA (Universidad de California, Los Ángeles). Dirigió un documental para la secretaría de Cultura de la ciudad de Los Ángeles sobre los motines de 1992. Allí escribió para la TV norteamericana (Telemundo/NBC), guiones cinematográficos y experimentó con arte digital.
También escribió y dirigió los cortos "Parking Ticket" (2003) y "Chekhov's He Quarreled with his Wife" (2004).
Regresó a su ciudad natal de Buenos Aires en 2007 para escribir el guion de su próximo largometraje "La carta", proyecto que ya tiene el apoyo del INCAA.
Durante 2011 fue Productor General del ciclo "Vidas de película", programas para TV producida por DAC (Directores Argentinos Cinematográficos), serie de entrevistas a los directores argentinos vivientes como Manuel Antín, José Martínez Suárez, Simón Feldman, Octavio Getino, Héctor Olivera, Pino Solanas y otros en un capítulo llamado "La generación del 60".
Fue Coordinador-a-cargo de Relaciones Institucionales en DAC (Directores Argentinos Cinematográficos) mientras formó parte de la Comisión Directiva para el período 2013-2017.
En 2014 decidió dedicarse por completo a la pintura e ingresó al Taller de Guillermo Roux donde formó parte del taller "Identidad" dictado por Alejandra Roux. También cursó Acuarela con Marina Cursi. 
Participó de las muestras anuales de la Fundación Guillermo Roux los años 2014, 2015, 2016.
En 2018 tuvo su primera muestra individual El tiempo del árbol en la Galería Arenales Archivado el 30 de mayo de 2019 en Wayback Machine. de la Ciudad de Buenos Aires.
En 2018 comenzó a estudiar con la artista plástica uruguaya Anna Rank en su taller de Buenos Aires.
Expone y vende sus obras en SAATCHI ART Gallery  de Santa Mónica, California.